# EniPower
Enipower est une société italienne filiale de la société nationale italienne des hydrocarbures ENI SpA, créée le 17 novembre 1999.

## Histoire
La société a été créée le 19 novembre 1999 à la suite de la publication du « Décret Bersani » 79/1999 qui est la transcription de la directive européenne 96/92/CE portant sur la réforme du marché de l'énergie (électricité et gaz) dans les pays de la communauté. 
L'Italie sera le premier pays à appliquer la libéralisation des activités de production, l'importation et l'exportation de l'énergie ainsi que la vente d'électricité, jusqu'alors un monopole de l'Enel.
Enipower lancera son activité le 1er janvier 2000 avec la gestion des centrales du groupe Eni, comprenant celles d'Agip et de EniChem qui seront très vite remplacées par des centrales écologiques à cycle combiné à très haut rendement, alimentée au gaz naturel.
Depuis le 1er janvier 2007, la commercialisation de l'énergie électrique produite par Enipower et ses filiales est assurée par la Division Gas&Power de Eni.

## Sites de production Enipower
Enipower assure la production d'électricité et de vapeur industrielle. Lors de sa création, Enipower a récupéré les centrales thermoélectriques des filiales du groupe Eni, Agip Petroli et EniChem de Brindisi, Livourne, Mantoue, Ravenne et Tarente, pour une puissance globale installée de 1 025 MW. 
Le premier plan de développement de la société prévoit la construction de nouvelles unités à très haut rendement et, pour faire face à la demande extérieure attendu que les centrales en activité avaient été créées pour satisfaire uniquement les besoins des sites industriels des sociétés du groupe Eni, conformément aux lois en vigueur jusqu'alors. Dès son démarrage opérationnel en 2000, la société a commandé huit groupes de production à cycle combiné à Ansaldo Energia.

### Centrale thermoélectrique EniPower de Brindisi
La centrale EniPower de Brindisi est une centrale électrique à cycle combiné implantée à Brindisi, dans le sud de l'Italie.
Pour la construction de cette unité, EniPower a utilisé les compétences du premier cabinet d'ingénierie mondial de la spécialité : Snamprogetti, une société d'ingénierie du groupe Eni. 
Le projet consistait à démanteler l'ancienne centrale thermique du site pétriolier EniChem, à traiter et à dépolluer les sols du site avant de construire une nouvelle unité de production. Grâce à l'utilisation des nouvelles technologies développées par Snamprogetti et Saipem, les plus efficaces actuellement, le site pourra réduire ses émissions de 11 000 tonnes par an d'oxyde de soufre et de 360 tonnes par an de poussières. Le site de Brindisi est le quatrième site Enipower à être reconstruit avec des unités écologiques après ceux de Ferrera Erbognone, Ravenne et Mantoue.
Avec une capacité installée de 1 321 mégawatt, c'est l'unité de production la plus puissante de la société. L'usine dispose de trois groupes de puissance de 450 mégawatts et produit environ 10 milliards de kWh par an. L'usine produit également de la vapeur industrielle.
L'alimentation est assurée par un pipeline de gaz naturel d'environ 14 km de long souterrain. Les turbines à gaz peuvent fonctionner indifféremment au gaz naturel ou au gaz pétrochimique.
L'électricité qui n'est pas consommée par industriels sur le site est injectée sur le réseau national haute tension ENEL 380 kV.

## Activités
Enipower assure et gère la production d'énergie électrique et de vapeur industrielle. Elle dispose pour cela des unités de production :
- sites pétrochimiques Eni de Brindisi (1 321 MW), Ferrare (841 MW), Mantoue (836 MW) et Ravenne (972 MW) ;
- sites de raffinage Eni de Ferrera Erbognone dans la province de Pavie (1030 MW), Livourne (199 MW) et Tarente (87 MW bientôt 100 MW[évasif])[3].

La puissance installée avec les huit sites de production à la fin de l'année 2012 était de 5,3 GW. Cela fait d'Enipower le troisième producteur d'électricité en Italie et le premier producteur de vapeur industrielle.
Enipower est également présent dans le secteur de pointe qu'est le photovoltaïque. La société dispose à Nettuno dans la province de Rome d'une unité complète de production de panneaux solaires à base de cellules et modules photovoltaïques en silicium cristallin commercialisés sous la marque Eurosolare. Enipower assure l'étude, la fabrication et l'installation de centrales solaires photovoltaïques « clé en main », activité opérationnelle dans le groupe Eni depuis 1982.
Les principales réalisations photovoltaïques sont :
- la grande majorité des distributeurs de carburants Agip-Eni sont équipés de panneaux sur le toit par modules de 20 kWc ;
- couverture d'usine à Bari, 496 kWc ;
- écoles : la dernière étant celle de Villar Perosa près de Turin avec une petite unité de 18 kWc ;
- champ de capteurs à Gela, en Sicile, raccordés au réseau ENEL de 5 MWc.